# Leirfjord
Leirfjord este o comună din provincia Nordland, Norvegia.